# Резолюция Совета Безопасности ООН 16
Резолюция Совета Безопасности ООН 16 — резолюция, принятая 10 января 1947 года, которая признала создание Свободной территории Триест.
Резолюция была принята 10 голосами. Австралия воздержалась.

## См.также
Резолюции Совета Безопасности ООН 1—100 (1946—1953)